# Colymbetes piceus
Colymbetes piceus är en skalbaggsart som beskrevs av Johann Christoph Friedrich Klug 1834. Colymbetes piceus ingår i släktet Colymbetes och familjen dykare. Inga underarter finns listade i Catalogue of Life.